# Manota maorica
Manota maorica är en tvåvingeart som beskrevs av Edwards 1927. Manota maorica ingår i släktet Manota och familjen svampmyggor. Inga underarter finns listade i Catalogue of Life.